# Музей «Литература. Искусство. Век XX»
Музей «Литература. Искусство. Век XX» — филиал Вологодского государственного историко-архитектурного и художественного музея-заповедника, один из четырёх литературных музеев Вологды (наряду с музеями К. Н. Батюшкова, В. И. Белова и В. Т. Шаламова). Посвящён жизни и творчеству поэта Н. М. Рубцова и композитора В. А. Гаврилина.

## История и деятельность музея
Музей был открыт в 2005 году по инициативе администрации Вологодской области и руководства Вологодского музея-заповедника. Располагается на втором этаже бывшего дома купца Ситникова (объект культурного наследия, построенный в 1868 году). Экспозицию в 2005 году составили две выставки, посвящённые Н. М. Рубцову и В. А. Гаврилину. Эскурсионная деятельность — основная в работе филиала. Экскурсии рассчитаны на разные возрастные категории (младшие школьники, старшие школьники, взрослые). Активно разрабатываются детские интерактивные программы «От скрижалей до ПК» (история письменности), «Вовка в тридесятом царстве» (история мультипликации), «Пляшущие человечки» (история литературных шифров) и многие другие. 

Помимо экскурсионной деятельности филиал организует в своих стенах культурные мероприятия — творческие вечера поэтов и прозаиков, презентации их книг, вечера памяти известных деятелей литературы и искусства Вологодской области, мероприятия в рамках поэтических фестивалей областного и межрегионального значения («М-8», «Плюсовая поэзия», «Зов муз», «Рубцовская осень»). Музей также активно сотрудничает с вологодскими отделениями «Союза писателей России» и «Союза Российских писателей».

В 2007 году на базе музея был организован киноклуб («НепоСРЕДственный киноклуб»), собирающийся с периодичностью раз в месяц. С 2008 года в филиале регулярно проходят встречи литературного объединения «Среда» О. А. Фокиной, заседания литературно-краеведческой студии «Лист» Г. А. Щекиной и дискуссионного клуба «Апрель» под руководством поэта В. Д. Архипова.

В 2008 году в музее был разработан проект, названный в печати «Новые имена», предполагающий создание на базе музея экспериментально-творческой площадки для начинающих фотографов и художников, которые не только демонстрируют свои работы, но и создают целые инсталляции, свои творческие миры в музейном пространстве. На основе экспозиций в музее прошёл ряд презентаций, мастер-классов и интерактивных экскурсий.

В 2009 году была разработана новая концепция развития филиала «РазноОбразный музей». Проект направлен на привлечение в музей представителей разных социальных групп, в первую очередь — молодёжи, а также предполагает создание на территории музея коммуникативной площадки, центра общения людей, направленного на развитие равноправных «диалоговых» отношений с возможностями для творческой самореализации посетителя. Проект был отмечен благодарственным письмом на Областном конкурсе проектов в сфере культуры «Звёздное кружево Севера» в 2010 году.

Музей осуществляет издательскую деятельность: на его базе издаётся литературный альманах «Автограф» и буклеты, посвящённые известным литераторам Вологодчины.

## Экспозиции музея

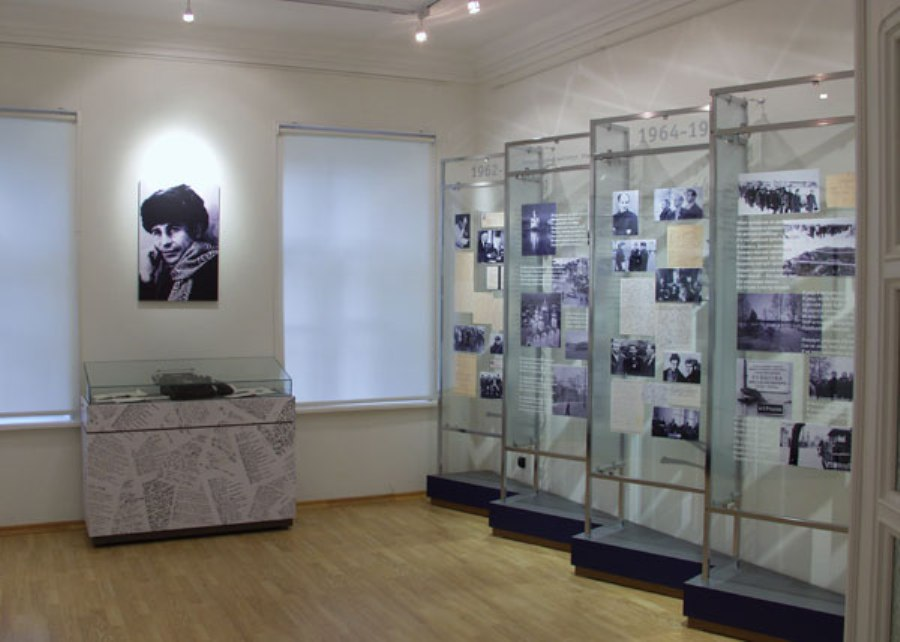
Эспозиция «Николай Рубцов — поэт»

### «Николай Рубцов — поэт»
Постоянная экспозиция «Николай Рубцов — поэт» была открыта в 2005 году. Представленные материалы — подлинные документы и копии, личные вещи, уникальные фотографии — расположены в хронологическом порядке и образуют восемь тематических комплексов, иллюстрирующих основные этапы жизни поэта. Экспозиция посвящена жизни и творчеству Н. М. Рубцова на вологодской земле, и прежде всего, — в Вологде.

«В Вологде мне всегда бывает и хорошо, и ужасно грустно и тревожно. Хорошо оттого, что связан с ней я своим детством, грустно и тревожно, что и отец, и мать умерли у меня в Вологде. Так что Вологда — земля для меня священная, и на ней с особенной силой чувствую я себя и живым, и смертным».
Письмо Н. М. Рубцова Г. Я. Горбовскому

Выставочный комплекс отражает основные вехи жизни и творчества поэта в Вологодском крае: военное детство в Вологде, Никольский детский дом, начало творческого пути, первые стихотворения, учёба в Тотьме, признание, вступление в Вологодскую писательскую организацию, сборники стихов. Основу экспозиции составили коллекции из фондов Вологодского музея-заповедника, Тотемского музейного объединения и частных собраний.

### «Перезвоны: жизнь и творчество Валерия Гаврилина»
В том же 2005 году в музее открылась постоянная экспозиция, посвящённая композитору В. А. Гаврилину, основу которой составили материалы, переданные в фонды музея вдовой композитора — Н. Е. Гаврилиной и первой учительницей музыки В. А. Гаврилина — Т. Д. Томашевской.

«Вологда для меня не только место, где началась моя музыкальная жизнь, но это место, где я впервые познакомился очень широко с жизнью во всех её проявлениях, чего потом во все остальные годы никогда не было, потому что моя жизнь проходила. И, когда я уже стал самостоятельно работать, я стал искать, о чём писать, для кого писать, что меня по-настоящему волнует на самом деле, это оказалась та же жизнь, которая мне знакома с детства. Это Вологда и Вологодский край. Здесь жила и работала моя мать, здесь мой дом, где я жил до того, как стал воспитанником детского дома, здесь все дорогие мои люди, отсюда ушёл на войну мой отец».
В. А. Гаврилин

### Другие экспозиции
В музее также действуют временные экспозиции краеведческой направленности, посвященные жизни и творчеству известных вологодских поэтов и прозаиков: А. Я. Яшина, В. И. Белова, О. А. Фокиной, М. Н. Сопина, В. В. Коротаева. Проходят выставки живописи, графики, фотографии начинающих вологодских художников.